# Candibo
En la mitología griega Candibo (en griego Κάνδυβος) es un personaje tan solo citado por Estéfano de Bizancio, que lo imagina como hijo de Deucalión. Este nos dice que la polis de Candibia en Licia recibió su nombre de Candibo.